# قشلاق بيرانلو
قشلاق بيرانلو هي قرية في مقاطعة خدا أفرين، إيران. عدد سكان هذه القرية هو 35 في سنة 2006.